# 福田町站
福田町站（日语：／ Fukudamachi eki */?）是位於宮城縣仙台市宮城野區福田町一丁目12番1號，東日本旅客鐵道（JR東日本）的仙石線車站。

## 歷史
車站名稱來自江戶時代的足輕町「福田町」。另外，福田町是取自「福室」和「田子」兩個地方。

### 年表
- 1925年（大正14年）6月5日：宮城電氣鐵道（日语：宮城電気鉄道）車站啟用。
- 1944年（昭和19年）5月1日：宮城電氣鐵道被國有化，成為運輸通信省車站。
- 1987年（昭和62年）4月1日：伴隨國鐵分割民營化，車站由東日本旅客鐵道（JR東日本）營運[1]。
- 2003年（平成15年）
  - 7月17日：引入自動閘機。
  - 10月26日：此站開始可以使用IC卡「Suica」[2]。
- 2005年（平成17年）3月：引入發車鈴。
- 2010年（平成22年）：閘口內的Kiosk結業（遺址變成自動販賣機處）。
- 2011年（平成23年）7月1日：由直營車站（陸前原之町站所屬福田町站在勤）變成業務委託車站（東北綜合服務）。
  - 當初預定同年4月1日，由於東日本大震災的影響而延期。

## 車站構造
此站是地面車站，設有1面2線的島式月台。此站設有小型跨站式站房，當中設有自由通道連接車站南北兩方。
曾經在石卷方向的月台側設有車站大樓。兩月台之間設有站內平交道連接。
此站由仙台地區中心管理的業務委託車站，委托了JR東日本東北綜合服務負責車站業務。此站沒有綠色窗口，只有POS終端。此站設有自動閘機和自動售票機。
此站在JR特定都區市內制度內為「仙台市內」車站。
此站鄰近宮城野運輸區，因此設有列車司機和車長進行交班。

### 月台
| 月台 | 路線    | 上下行 | 方向                       |
| ---- | ------- | ------ | -------------------------- |
| 1    | ■仙石線 | 下行   | 本鹽釜、松島海岸、石卷方向 |
| 2    | ■仙石線 | 上行   | 仙台方向                   |

參考

## 使用狀況
根據「JR東日本」，2019年度（令和元年度）1日平均乘車人次為3,938人。
| 乘車人次變化       | 乘車人次變化     | 乘車人次變化    |
| 年度               | 1日平均 乘車人次 | 參考資料        |
| ------------------ | ---------------- | --------------- |
| 1999年（平成11年） | 4,123            |                 |
| 2000年（平成12年） | 4,221            | [ 利用客数 2 ]  |
| 2001年（平成13年） | 4,297            | [ 利用客数 3 ]  |
| 2002年（平成14年） | 4,241            | [ 利用客数 4 ]  |
| 2003年（平成15年） | 4,267            | [ 利用客数 5 ]  |
| 2004年（平成16年） | 4,188            | [ 利用客数 6 ]  |
| 2005年（平成17年） | 4,028            | [ 利用客数 7 ]  |
| 2006年（平成18年） | 4,075            | [ 利用客数 8 ]  |
| 2007年（平成19年） | 3,928            | [ 利用客数 9 ]  |
| 2008年（平成20年） | 3,886            | [ 利用客数 10 ] |
| 2009年（平成21年） | 3,676            | [ 利用客数 11 ] |
| 2010年（平成22年） | 3,516            | [ 利用客数 12 ] |
| 2011年（平成23年） | 沒有公布         |                 |
| 2012年（平成24年） | 3,533            | [ 利用客数 13 ] |
| 2013年（平成25年） | 3,766            | [ 利用客数 14 ] |
| 2014年（平成26年） | 3,821            | [ 利用客数 15 ] |
| 2015年（平成27年） | 3,985            | [ 利用客数 16 ] |
| 2016年（平成28年） | 4,010            | [ 利用客数 17 ] |
| 2017年（平成29年） | 4,009            | [ 利用客数 18 ] |
| 2018年（平成30年） | 3,971            | [ 利用客数 19 ] |
| 2019年（令和元年） | 3,938            | [ 利用客数 1 ]  |

1日平均乘車人次圖表（單位：人/日）

## 車站周邊
車站位於仙台市都心部東北方的仙鹽地區，也是位於七北田川右岸的舊區。
- 仙台市宮城野區公所高砂行政服務中心
- 仙台福田町郵局
- 仙台市立高砂小學 - 步行3分鐘
- 仙台市立田子小學 - 步行11分鐘
- 仙台市立田子中學（日语：仙台市立田子中学校） - 步行7分鐘
- 宮城縣宮城野高等學校（日语：宮城県宮城野高等学校） - 步行10分鐘
- 仙台高等技術專門校 - 步行3分鐘
- 志文東部汽車學校 - 步行5分鐘
- 國道45號 - 步行5分鐘

## 車站大樓無障礙化和車站大樓遷移計劃
連接閘口和自由通道，自由通道和月台之間沒有升降機等無障礙設施。因此設有一個計劃把車站大樓進行翻新，加設無障礙設備。在現時車站中，由於建設升降機的工程比較困難。在2019年1月，仙台市和JR東日本探討遷移車站大樓的可能性。在2020年2月，雙方同意把車站向西邊遷移約200米，鄰近仙台車輛中心宮城野派出所。車站遷移日期與車站大樓規模未定。

## 相鄰車站
東日本旅客鐵道（JR東日本）
■仙石線
小鶴新田－（宮城野號誌站）－福田町－陸前高砂

## 注腳

### 使用狀況
1. 1 2  . 東日本旅客鐵道.   [2020-07-12]. （原始内容存档于2020-07-10） （日语）.
2. ↑  . 東日本旅客鐵道.   [2019-02-09]. （原始内容存档于2019-03-28） （日语）.
3. ↑  . 東日本旅客鐵道.   [2019-02-09]. （原始内容存档于2019-03-28） （日语）.
4. ↑  . 東日本旅客鐵道.   [2019-02-09]. （原始内容存档于2019-03-28） （日语）.
5. ↑  . 東日本旅客鐵道.   [2019-02-09]. （原始内容存档于2019-03-28） （日语）.
6. ↑  . 東日本旅客鐵道.   [2019-02-09]. （原始内容存档于2019-03-28） （日语）.
7. ↑  . 東日本旅客鐵道.   [2019-02-09]. （原始内容存档于2019-03-28） （日语）.
8. ↑  . 東日本旅客鐵道.   [2019-02-09]. （原始内容存档于2019-03-28） （日语）.
9. ↑  . 東日本旅客鐵道.   [2019-02-09]. （原始内容存档于2019-03-28） （日语）.
10. ↑  . 東日本旅客鐵道.   [2019-02-09]. （原始内容存档于2019-03-28） （日语）.
11. ↑  . 東日本旅客鐵道.   [2019-02-09]. （原始内容存档于2019-03-28） （日语）.
12. ↑  . 東日本旅客鐵道.   [2019-02-09]. （原始内容存档于2019-03-28） （日语）.
13. ↑  . 東日本旅客鐵道.   [2019-02-09]. （原始内容存档于2019-03-22） （日语）.
14. ↑  . 東日本旅客鐵道.   [2019-02-09]. （原始内容存档于2019-03-28） （日语）.
15. ↑  . 東日本旅客鐵道.   [2019-02-09]. （原始内容存档于2019-03-28） （日语）.
16. ↑  . 東日本旅客鐵道.   [2019-02-09]. （原始内容存档于2019-03-23） （日语）.
17. ↑  . 東日本旅客鐵道.   [2019-02-09]. （原始内容存档于2019-03-28） （日语）.
18. ↑  . 東日本旅客鐵道.   [2019-02-09]. （原始内容存档于2019-03-21） （日语）.
19. ↑  . 東日本旅客鐵道.   [2019-07-18]. （原始内容存档于2019-07-05） （日语）.

## 外部連結
- 車站資訊（福田町）：東日本旅客鐵道（日語）